# T-Ride
T-Ride fue una banda de hard rock de San Francisco, California. Su único trabajo discográfico fue lanzado en 1992.
Algunas canciones de dicho álbum fueron usadas en películas y series de televisión, incluyendo "Luxury Cruiser" en la película Encino Man de 1992, "Zombies from Hell" en la película Captain Ron y "Bone Down" en un episodio de la serie Guardianes de la Bahía.
El baterista Eric Valentine se convirtió luego en un exitoso productor, participando en la producción de discos de bandas como Smash Mouth, Queens of the Stone Age, Third Eye Blind, Lostprophets, Good Charlotte, Nickel Creek, John Fogerty, All American Rejects y Slash, entre otros.

## Músicos
- Dan Arlie (voz, bajo)
- Eric Valentine (batería, productor)
- Geoff Tyson (guitarra)
- Steve Ouimette (guitarra)

## Discografía
- T-Ride (1992, Hollywood Records)[3]